# Neopaganismo germano
El etenismo, etenería o neopaganismo germánico (del inglés antiguo, hæth, “brezo” y por extensión “pagano”) es la reconstrucción de la antigua religión practicada durante siglos por los pueblos germánicos.
La reconstrucción de las antiguas tradiciones germánicas comenzó con el auge del Romanticismo en el siglo XIX. En el siglo XX, durante la década de los años 60, se vio un incremento en los grupos que retomaron las prácticas de la religión germánica precristiana.
Los términos Ásatrú, Norsk Sed (tradición nórdica), Forn Sed (Antigua Tradición), Vanatrú (el culto a dioses Vanir), Vor Sed (Nuestra tradición), Teodish (Fe anglosajona) y Odinismo son utilizados por aquellos que se adhieren al neopaganismo germánico. El uso de dicha terminología varía según las regiones, así como según las intenciones de cada grupo, de igual manera que ocurre con las denominaciones de otras religiones.
La actitud y focalización de los adherentes puede variar considerablemente, desde el reconstruccionismo estricto históricamente hablando, a lo ecléctico, pragmático y hasta místico y ocultista.

## Terminología
Existen diferentes términos para los variados tipos de neopaganismo germánico. Algunos términos son específicos, mientras que otros sirven para abarcar a una variedad de grupos diferentes.

### Ásatrú
Ásatrú (Ása-Trú. Literalmente, fiel o leal a los dioses Æssir) es la recreación y unificación moderna de la herencia pagana del centro y norte de Europa. Es la más popular de las tradiciones neopaganas nórdicas en el nivel internacional y el término más usado para referirse a las tradiciones reconstruccionistas germánicas. Entre sus fundadores y promotores principales se cuentan al australiano Alexander Rud Mills, la danesa Else Christensen, el alemán Ludwig Fahrenkrog y el islandés Sveinbjörn Beinteinsson. Se considera que esta tradición se basa en las llamadas Nueve Virtudes nobles: Coraje, Verdad, Honor, Fidelidad, Disciplina, Hospitalidad, Productividad, Autocontrol, Perseverancia. Sin embargo, no hay datos que confirmen estas 9 virtudes que están más asociadas a criterios modernos. A pesar del nombre, rinde culto a todos los dioses de la mitología nórdica, tanto Aesir como Vanir, y sostiene una serie de rituales basados en las antiguas tradiciones culturales de los vikingos.

### Vanatrú
El Vanatrú es una práctica religiosa de tradición nórdica. Es una rama del movimiento eteno, uno de los más recientes en su nacimiento. Surge esencialmente como identificación nórdica distinta del Ásatrú por el hecho de centrar el culto exclusivamente en la figura de los Vanir, divinidades de la naturaleza, que se distinguen de los Aesir, divinidades patronas de la esfera humana, y tienen una óptica más psicológica. También centra el culto en el mundo natural y sobre la relación del hombre con la Naturaleza, mientras que el Ásatrú lo hace sobre los valores sociales y el desarrollo personal del ser humano. Vanatrú se puede traducir como "confianza en los Vanir".

### Teodismo
El Teodismo es una rama del etenismo nacido y difundido en la América septentrional a partir de 1976. La religión teodista se presenta como un movimiento principalmente reconstruccionista de las religiones practicadas por las tribus del norte de Europa antes de la difusión del cristianismo.
En un principio el teodismo se basaba principalmente en el paganismo anglosajón, pero con el tiempo el abanico se amplió a todas las congregaciones etenistas y antiguas tradiciones de la tribus teutónicas, es decir, normandos, sajones, frisones, jutos, godos, alemanes, suecos y daneses, todas las variantes de la religión germánica.

### Odinismo
El Odinismo es la tradición ancestral de los pueblos nórdicos y germánicos, la reconstrucción de una espiritualidad basada en los dioses y ancestros de estos pueblos que emigraron a lo largo de los siglos por todo el continente europeo. Para los odinistas, devolver a la sociedad los valores que antaño profesaban los ancestros y tomar sus costumbres, ideales y creencias, idioma, etc., es una reconstrucción.
Odinismo es pura espiritualidad y religión por el hecho de poseer sacerdotes oficiadores de los ritos.
El Odinismo es una religión pagana y politeísta, adoran a un número considerable de divinidades, con la misma importancia entre unos y otros tanto dioses como diosas, pues ambos comparten la misma fuerza y protagonismo. También creen en otros seres, como elfos, enanos y gigantes.
Dioses y ancestros son los pilares del Odinismo, de tal modo que las divinidades del panteón son tratadas como algo familiar; a la inversa de lo que mayormente sucede con otras religiones, que basan sus creencias en seres que permanecen en un estamento superior y, por lo tanto, los creyentes están sometidos. 
Los odinistas creen que los dioses son hermanos y amigos, como los antepasados, por lo cual son tratados con familiaridad, y a los que nunca había que estar sometido, pues las razas de los dioses no lo exigen. Para honrarlos se les brindan canciones, alabanzas y poemas; y se organizan blóts consistentes en reuniones de los miembros de una hermandad o clan, enfocados para diversos temas o celebraciones.
Algunos sectores creen, sin importar el origen, que no es una espiritualidad al alcance de cualquiera. Al ser una reconstrucción, el individuo que decide adentrarse debe saber que es una tarea costosa, mantenerse firme y no dejar a un lado las creencias cuando en algún momento las circunstancias y acontecimientos no salen como estaba previsto.
El Odinismo se basa en valores y firmes creencias, en un estudio profundo de la forma de vida de los antepasados, intentando adaptarla en la mayor medida posible a la sociedad actual. Durante muchos siglos los ancestros creían firmemente en esa espiritualidad, y gracias a los textos que el tiempo ha dejado, se ha podido conocer que muchas creencias, a pesar de la presión que ejerció el Cristianismo en la sociedad, se mantuvieron aún vivas en reducidas comunidades, continuando con su fe. Gracias a eso ha podido llegar hasta hoy valiosa información que ha sido recogida cuidadosamente y analizada para poder continuar con el legado.

### El resurgir
El mayor problema fue darse a conocer, pues debido a la gran influencia de otras religiones y el posterior rechazo hacia todo lo desconocido, hasta el siglo XIX no pudo volver a resurgir del silencio. La primera vez que se nombró el término Odinismo fue en boca de un predicador llamado Orestes Brownson en el año 1848, pero no adquirió su merecido reconocimiento hasta mediados del siglo XX, cuando Alexander Rud Mills fundó la Anglecyn Church of Odín (Iglesia Anglicanista de Odín) en 1930 y escribió unos cuantos libros sobre la religión nórdica. La danesa Else Christensen (1913-2005), conocida como madre folk, fue muy importante en el reconocimiento de esta espiritualidad al fundar el grupo de estudio llamado The Odinist Study Group en 1969.